# Alternances (Waignein)
Alternances is een compositie voor harmonieorkest of fanfare van de Belgische componist André Waignein. Het werk is opgedragen aan Jozef Wauters, kapelmeester van de toenmalige Muziekkapel van de Belgische Zeemacht. In 1984 behaalde hij met het werk de 3e prijs tijdens de Internationale Compositiewedstrijd te Corciano in Corciano en in 1986 was dit het verplicht werk op het Nationaal toernooi van de stad Antwerpen.